# Боро острова Кадьяк
Шаблон:StateAbbr_ 57°43′ пн. ш. 153°47′ зх. д. / 57.71° пн. ш. 153.78° зх. д.
Боро острова Кадьяк (англ. Kodiak Island Borough) — боро в штаті Аляска, США. 
Охоплює низку островів Кадьяцького архіпелагу, найбільшим серед яких є острів Кадьяк, та вузьку смугу материкового узбережжя, відділену від островів протокою Шеліхова.

## Демографія
За даними перепису 2000 року загальне населення боро становило 13 913 осіб, зокрема міського населення було 10 768, а сільського — 3145. Серед мешканців боро чоловіків було 7362, а жінок — 6551. У боро було 4424 домогосподарства, 3257 родин, які мешкали в 5159 будинках. Середній розмір родини становив 3,52 особи.
Віковий розподіл населення поданий у таблиці:
| Стать    | До 15 років | 15-21 | 22-29 | 30-39 | 40-49 | 50-65 | 65-85 | Понад 85 |
| -------- | ----------- | ----- | ----- | ----- | ----- | ----- | ----- | -------- |
| Чоловіки | 1941        | 702   | 755   | 1363  | 1319  | 926   | 337   | 19       |
| Жінки    | 1887        | 644   | 640   | 1192  | 1087  | 784   | 292   | 25       |

## Оточення
- Боро Кенай — з півночі
- Боро Лейк-енд-Пенінсула — з північного заходу
- З інших боків омивається Тихим океаном